# Sasha Waltz
Sasha Alexandra Waltz (n. 8 martie 1963, Karlsruhe, Germania) este o coregrafă, dansatoare și conducătoare germană a companiei de dans Sasha Waltz & Guests. Este director artistic al Baletului de Stat din Berlin, împreună cu Johannes Ohman. 

## Biografie
Waltz este fiica unui arhitect și a unui curator. La vârsta de cinci ani, a avut prima lecție de dans în Karlsruhe cu Waltraud Kornhass, fost student la Mary Wigman. Din 1983 până în 1986, Waltz a studiat la School for New Dance Development [2] din Amsterdam.
Între anii 1986 și 1987, ea a continuat formarea în New York. În acea perioadă a fost dansatoare pentru Pooh Kaye, Yoshiko Chuma la School of Hard Knocks și Lisa Kraus. După aceasta, a colaborat intens cu coregrafi, artiști și muzicieni vizionari, precum Tristan Honsinger, Frans Poelstra, Mark N.Tompkins și David Zambrano.
Din 1992, ea a fost artist rezident la Künstlerhaus Bethanien. Acolo a dezvoltat o serie de „dialoguri", în proiecte interdisciplinare cu dansatori, muzicieni și artiști vizionari (Nasser Martin-Gousset, Takako Suzuki, Charlotte Zerbey, Ákos Hargitai). Un an mai târziu, în 1993, și-a fondat compania Sasha Waltz and Guests, cu Jochen Sandig. În următorii trei ani, au creat Travelogue-Trilogy.
Împreună cu Jochen Sandig, au fondat Sophiensæle în centrul Berlinului, ca centru pentru dezvoltarea teatrului și dansului liber. Aici au dezvoltat Allee der Kosmonauten (1996), Zweiland (1997), Na Zemlje (1998), precum și proiectul Dialoge `99/I.
În 1999, a preluat funcția de director artistic la Schaubühne am Lehniner Platz din Berlin, alături de Thomas Ostermeier, Jens Hillje și Jochen Sandig. A deschis Schaubühne sub o nouă direcție, cu debutul spectacolului Körper (2000). Acesta a fost urmat de S (2000), noBody (2002), insideout (2003), Impromptus (2004) și Gezeiten (2005).
După terminarea perioadei de cinci ani de la Schaubühne, ea a reactivat Sasha Waltz & Guests ca o companie independentă, cu o bază în Berlin. A fost stabilit ca un proiect internațional cu 25 de colaboratori permanenți și 40 de colaboratori asociați.
În 2016, primarul orașului Berlin, Michael Mueller, a anunțat că Sasha Waltz și Johannes Ohman urmează să-l succeadă pe Nacho Duato ca regizori, în comun, ai Baletului de Stat din Berlin, din 2019.

## Educație
După liceu, din 1983 până în 1986, Waltz a studiat dansul la School for New Dance Development [4] din Amsterdam.
Ea a continuat studiile la New York, în perioada 1986-1987. În New York, a lucrat ca dansatoare în companiile lui Pooh Kaye, Yoshiko Chuma & School of Hard Knocks și Lisa Kraus. Apoi a colaborat cu coregrafi, artiști vizuali și muzicieni precum Tristan Honsinger, Frans Poelstra, Mark Tompkins, David Zambrano și alții.
În timpul antrenamentelor sale de la Amsterdam și New York, ea a creat primele coregrafii, printre care: Das Meer in mir (1985), Gold Dust (1986), Schwarze Sirene (1987) și Rifle (1987).

## Anii 1990
În 1992, Waltz a primit o bursă de la Künstlerhaus Bethanien la Berlin, ca artist rezident. În acest context, ea a creat primul dintre cele cinci „dialoguri” ale sale, în colaborare cu dansatorii Frans Poelstra, Nasser Martin-Gousset, Takako Suzuki, Kitt Johnson, Carme Renalias și David Zambrano, precum și muzicienii Tristan Honsinger, David Moss, Dietmar Diesner, Sven-Åke Johansson și Peter Hollinger. Au realizat propriile producții de dans în diverse locații din Berlin, cum ar fi cele două solo-uri False Trap (Tanzfabrik Berlin, 1991) și Paulinchen - allein zu Haus (Kunsthaus Tacheles, 1996), iar în 1993, Duet Bungalow, în Hackescher Markt.
În următorii trei ani, cariera sa a decolat cu producții precum Travelogue-Trilogie, Twenty to Eight (1993), Tears Break Fast (1994) și All Steps Six Steps (1995). Prin această lucrare, ea a pus bazele pentru cariera sa viitoare: După premiera Twenty to Eight, din octombrie 1993, Waltz a fondat, alături de Jochen Sandig, compania ei de dans Sasha Waltz & Guests, pentru a apărea în Dance Platform Berlin 1994, care i-a sporit atenția publicului. Apoi, Sasha Waltz & Guests au călătorit cu Travelogue Trilogy prin Europa, iar în 1995, cu sprijinul Institutului Goethe, au vizitat America de Nord (inclusiv orașele Atlanta, New York, Chicago, Montreal, Houston și Los Angeles).

## Anii 2000
În 2007, o nouă generație de dansatori au luat parte la prima piesă a Twenty to Eight. Până în prezent, piesa se află încă pe repertoriul companiei și este performată în mod regulat.

## Lucrări selectate
Anul și locația premiilor mondiale de Sasha Waltz:
- 1993 Travelogue I - Douăzeci la opt, Marele Teatru Groningen
- 1994 Travelogue II - Lacrimile rapide, Podewil Berlin
- 1995 Traseul de călătorie III - Toate traseele Șase pași, Theater am Halleschen Ufer Berlin
- 1996 Allee der Kosmonauten, Sophiensaele Berlin
- 1997 Zweiland, Sophiensaele Berlin - al 48-lea Berliner Festspiele
- 1998 Na Zemlje ("Pe Pamant"), Sophiensaele Berlin
- 1998 Adaptarea filmului lui Allee der Kosmonauten în colaborare cu posturile de televiziune Arte / ZDF în regia lui Sasha Waltz
- 1999 Dialoge '99 / I, Sophiensaele Berlin *1999 Dialoge '99 / II, Muzeul evreiesc din Berlin
- 2000 Körper, Schaubühne am Lehniner Platz Berlin

2001 S, Schaubühne am Lehniner Platz Berlin
2001 17-25 / 4 - Dialoge 2001, Schaubühne am Lehniner Platz Berlin
2002 noBody, în coproducție cu Festival d'Avignon, Schaubühne am Lehniner Platz Berlin
2002 Adaptarea NoBody pentru Cour d'honneur al Palais des Papes din Avignon
2003 în interior, Helmust-List-Halle Graz
2004 Imprompt, Schaubühne am Lehniner Platz Berlin
2005 Dido și Aeneas, opera conform compoziției lui Henry Purcell, Opera de 
Stat din Berlin
2005 Gezeiten, Schaubühne am Lehniner Platz Berlin
2006 Solo für Vladimir Malakhov, Casa Culturii Mondiale Berlin
2006 Dialoge 06 - Radiale Systeme, Radialsystem Berlin
2007 Medea, bazată pe opera "medeamaterial" de Pascal Dusapin (muzică) / Heiner Müller (text), Grand Théâtre de la Ville de Luxemburg
2007 Roméo et Juliette, bazat pe simfonia lui Hector Berlioz, Opera din Paris
2008 Jagden und Formen cu muzica lui Wolfgang Rihm, Schauspiel Frankfurt
2009 Dialogul 09 - Muzeul Neues, Muzeul Neues Berlin
2009 Dialog 09 - MAXXI, MAXXI Muzeul Național al Artelor din secolul XXI Arte Roma
2010 Continuă, Schiffbauhalle Zurich
2010 Pasiunea, bazată pe compoziția lui Pascal Dusapin, Théâtre des Champs-Élysées Paris
2011 Matsukaze, Opera de Toshio Hosokawa, Théâtre Royal de la Monnaie, Bruxelles. Coproducția: Théâtre Royal de la Monnaie, Grand Théâtre de Luxembourg, Staatsoper Unter den Linden și Teatr Wielki (Varșovia).
Premiile 
1994: Premiul pentru coregrafie la concursul internațional de coregrafie Groningen (NL) pentru Travelogue I - Douăzeci la opt
1997: Invitația lui Allee der Kosmonauten la cel de-al 34-lea "Berliner Theatertreffen", un eveniment anual al Berliner Festspiele care invită cele mai remarcabile 10 producții teatrale germane ale sezonului să fie prezentate la Berlin
2000: Premiul Adolf Grimme pentru adaptarea filmului Allee der Kosmonauten
2000: Invitația lui Körper la cel de-al 37-lea "Berliner Theatertreffen"
2007: "Coregraf al Anului", de ballettanz, revista germană de dans
2009: Premiul I al Studiului Criticii din Die Deutsche Bühne, cea mai mare revista de teatru din Germania
2009: Ordinul de Arte și Scrisori
2010: Premiul Friederike Caroline Neuber al orașului Leipzig, Germania

## Legături externe
- Sasha Waltz la Internet Movie Database
- Pagina personală Sasha Waltz & Guests
- Moving Europe / Blogul Sasha Waltz & Guests
- de Sasha Waltz în Catalogul Bibliotecii Naționale a Germaniei (Informații despre Sasha Waltz • PICA • Căutare pe site-ul Apper)
- „Medeas Metamorphosen”, Tagesspiegel, 3 decembrie 2006, Interviu
- "Geniale Zweiflerin", Die Zeit, nr. 21 / 17 mai 2007